# Казіс Пуйда
Казіс Пуйда (лит. Kazys Aleksandras Puida; 19 березня 1883, Шетіяй Сувальська губернія Королівство Польське тепер Шакяйський район, Литва— 24 січня 1945, Наусідай под Каунасом) — литовський поет, прозаїк, драматург.

## Життєпис
Закінчив гімназію у Маріямполе, потім Політехнічний інститут у Берлін (1904).
1905—1907 працював в редакції газети «Вільянус жініос» („Vilniaus žinios“). Брав участь у діяльності литовських організацій.
1906 одружився з письменницею, журналісткою, громадською діячкою Оною Плейріте, у шлюбі Пуйдене.
1907—1912 — викладав литовську мову у Шяуляї.
Через переслідування владою разом з дружиною виїхав до Росії у Челябінськ, де у 1912—1916 викладав німецьку мову, за іншими свідченнями — математику.
Під час Першої світової війни опинився у Петрограді, де у 1916 був забратий до армії.
Після повернення до Литви у 1920 працював у книговидавничому товаристві «Швітуріс» („Švyturis“), у типографії «Спіндуліс» („Spindulis“).
1922 — заснував видавництво «Вайва» („Vaiva“), що випускала серію літературної класики, редагував та видавав літературні часописи «Гайрес» („Gairės“; 1923—1924), «Кривуле» („Krivulė“; 1923—1925), «Гайсай» („Gaisai“; 1930—1931).
1937 — поселився в селі Науседай під Каунасом, де і помер. Похований у Паневежюкасі.

## Творчість
Дебютував віршами (сбірка „Iš sermėgiaus krūtinės“, 1906; під псевдонімом Žegota). Видав збірку оповідань «Осінь» („Ruduo“, 1906).
Був дуже продуктивним і став одним із перших литовських професійних письменників. Вже у 1911—1912 видав збірку творів на 4 томи, між 1911 та 1913 — три збірки статей на літературні та педагогічні теми.
Видав більше п'ятдесяти книжок перекладів.
Автор повістей «Пісня землі» („Žemės giesmė“, 1911), «Червоний півень» („Raudonas gaidys“, 1929) та інших, фантастико-публіцистичного роману «Залізний вовк» („Geležinis vilkas“, 1927), творів на історичні теми — легенди „Karalius Haraldas“ (1920), повісті „Vaidevutis ir Brutenis“ (1923), роману „Magnus Dux“ (1936).
Автор п'єс „Mirga“ (1912), «Русалка» („Undinė“, 1912) та інших. У драматургії намагався використати досягнення М. Метерлінка, не уникаючи алегоричної риторики фрагментарності. У прозі і драматургії елементи імпресіонізму і символізму, цитати із Ніцше поєднувалися з традицією реалізму. У п'єсі „Gairės“ (1913) ібсенівський конфлікт поколінь заснований на реаліях литовського села. Найбільш зрілою вважається драма «Степ» („Stepai“, 1920).